# Bettina Sabbatini

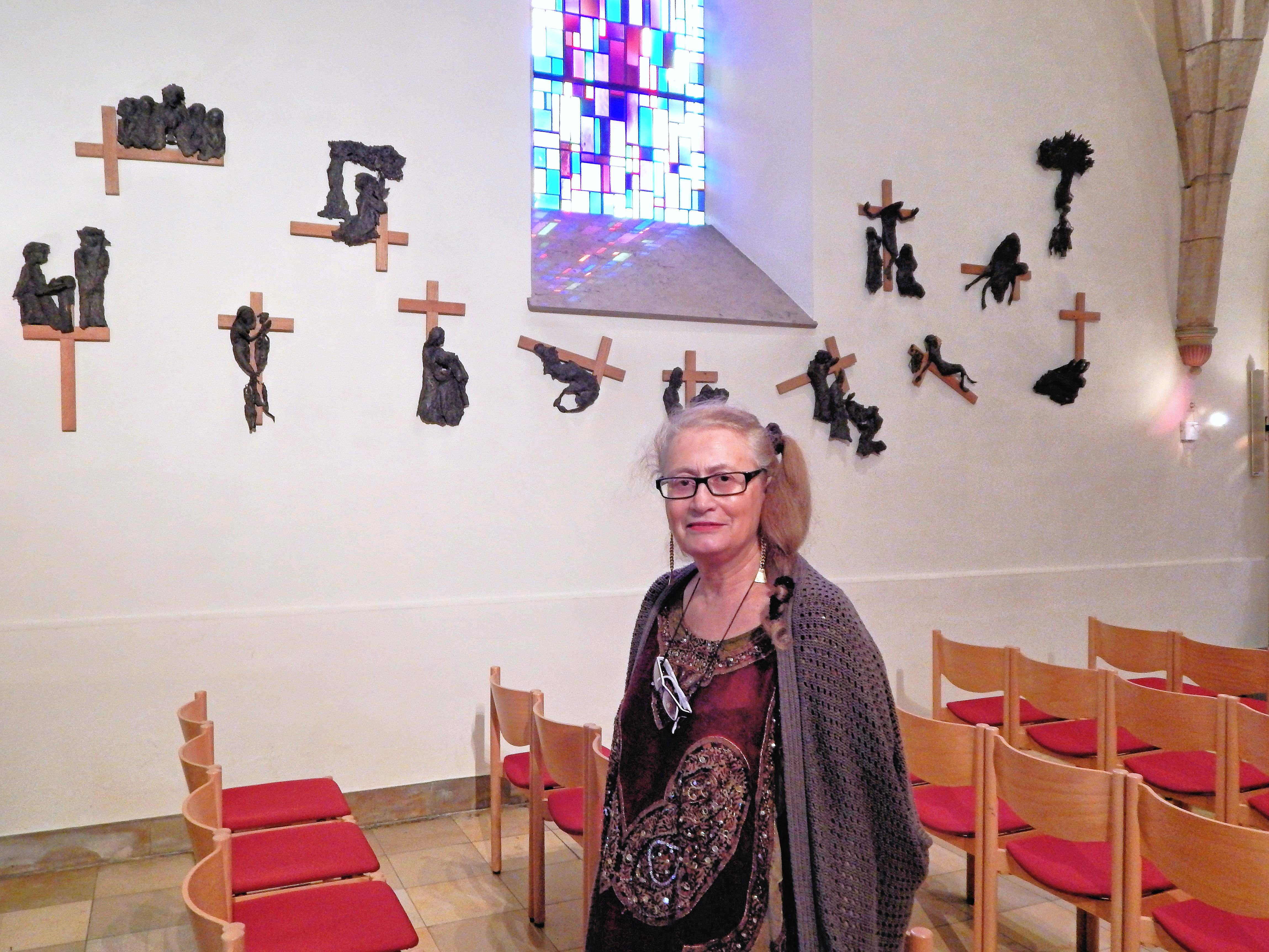
Sabbatini voor haar kruisweg in de kerk van Bertrange

Elisabeth Emma (Bettina) Scholl-Sabbatini (Esch-sur-Alzette, 1942) is een Luxemburgs beeldhouwer, keramist en kunstschilder.

## Leven en werk
Bettina Sabbatini is een dochter van beeldhouwer en keramist Aurelio Sabbatini en Agnese Brancaleone. Op het atelier van haar vader kreeg ze de ruimte om te experimenteren met klei en keramiek.
Ze studeerde beeldhouwkunst en keramiek bij prof. Bonomi aan het Istituto statale d'arte in Florence (1963-1967) en bezocht het Académie de la Grande Chaumière in Parijs, als leerling van Yves Brayer. In 1967 trouwde ze met de architect Marco Scholl.
Scholl-Sabbatini beeldhouwde plastieken, reliëfs en een aantal kruiswegen in keramiek, steen en brons. Ze sloot zich aan bij de Cercle Artistique de Luxembourg, waarmee ze ook exposeerde. Ze toonde haar werk verder onder andere tijdens de Biennales de la Peinture et de la Sculpture des Jeunes (1964-1969), in een solo-expositie in de gemeentelijke kunstgalerie in Esch (1974) en samen met haar vader bij de Europese vereniging voor beeldende kunstenaars uit Eifel en Ardennen (1964) en in een duo-expositie in Esch (1976). In 1975 ontving ze de eerste prijs voor beeldhouwkunst op de Biennale des Jeunes. In 1976-1977 had ze een atelier in het Cité Internationale des Arts in Parijs. Samen met Jean-Claude Salvi vertegenwoordigde ze Luxemburg op de internationale tournee van de kunstenaarsboekententoonstelling Voix du Silence in 2015.
De kunstenares werd actief lid van de vrouwenorganisatie Soroptimist International of Europa (SIE), ze was voorzitter van de Luxemburgse unie (1995-1997), verantwoordelijk voor de oprichting van het Fonds Soroptimist Luxembourg, en vicevoorzitter (2003-2005) van de SIE. Vanuit de SIE bezocht ze acht jaar lang Afrika en zette in meerdere landen lokale afdelingen op. Ze werd vooral geraakt door de situatie in Rwanda, waar de nasleep van de Rwandese genocide nog speelde. Ze coördineerde scholings- en ontwikkelingsprojecten in het land en initieerde in 2005 de nog bestaande International Peace Marathon. De indrukken die ze opdeed in Afrika leidden tot inspiratie voor haar werk, dat ze onder meer tentoonstelde op de Architectuurbiënnale van Venetië (2010). Ze wil met haar werk niet de Afrikaanse kunst kopiëren, maar de mysterie daaromheen in een moderne beeldtaal weergeven. De SIE toonde erkenning voor Sabbatini's inzet met de toekenning van de SIE Centenary Award (2021).

## Enkele werken
- 1968 illustraties voor Fibel, leesmethode voor het basisonderwijs.
- 1980 kruisweg in de kerk van Merl.
- 1990 kruisweg in de kerk van Bertrange.
- ca. 1994 altaar, ambo, tabernakel en doopvont voor de Petruskerk in Lintgen.
- 2003 Mercurius, 3 meter hoog beeld op de rotonde bij het Station Aarlen.
- 2006?Grande Chaise, bij het kuuroord in Bad Herrenalb, Duitsland.
- 2006 Hommage aux femmes vivant et travaillant à Esch, Esch.
- 2015 Melusina, geplaatst op het dak van de Academia Belgica in Rome.
- 2020 Melusina Mater bij de kraamafdeling van het Centre hospitalier de Luxembourg in Luxemburg-Stad.[9]
- kruisweg in de kerk van Bascharage.
- doopvont en koorkruis voor de Heilig Hartkerk (Grenzerkierch) in Esch.
- Hommage à la Femme op het Square Louise Michel in Mont-Saint-Martin, Frankrijk.

## Fotogalerij

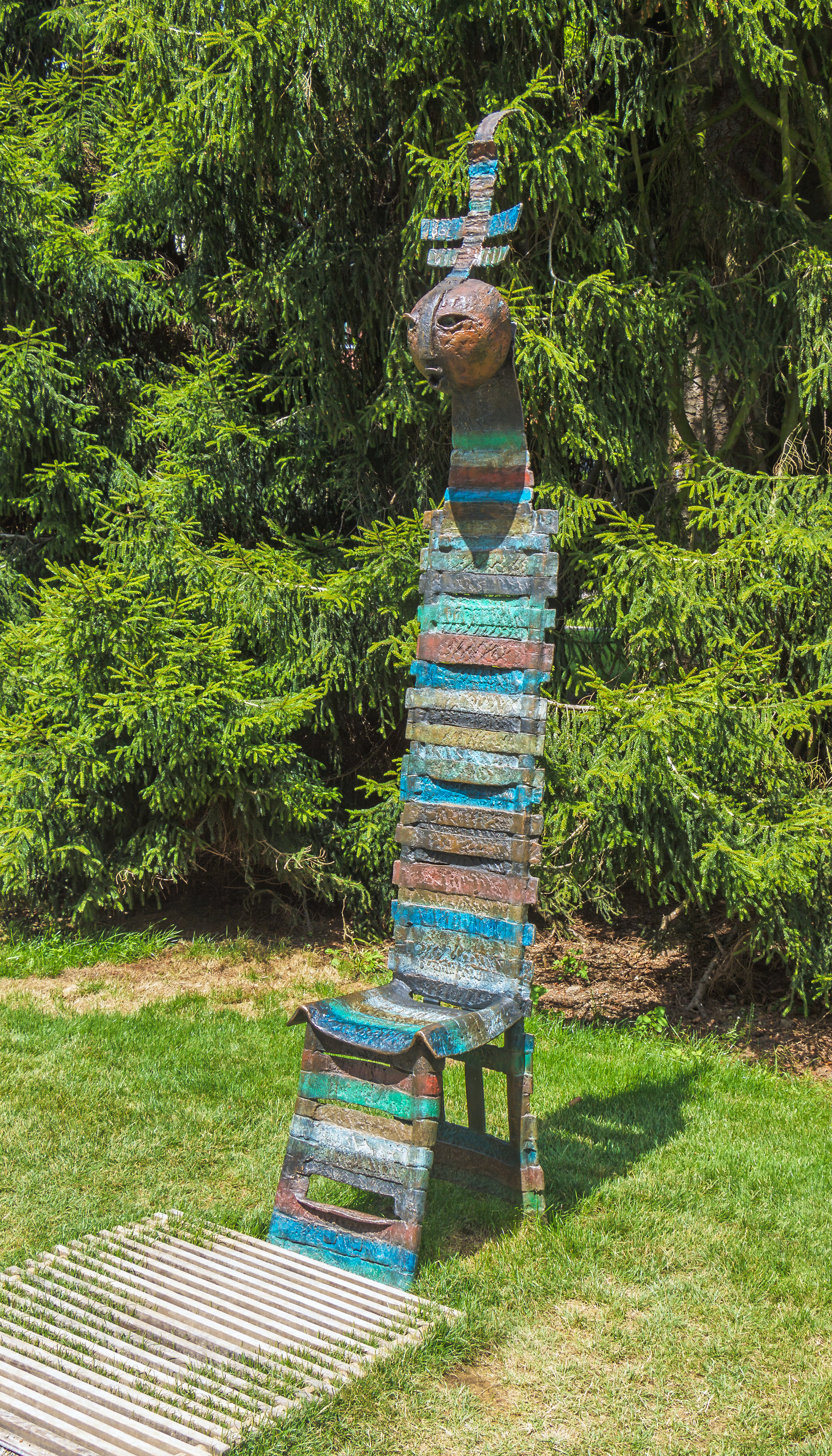
Grande Chaise, Bad Herenalb
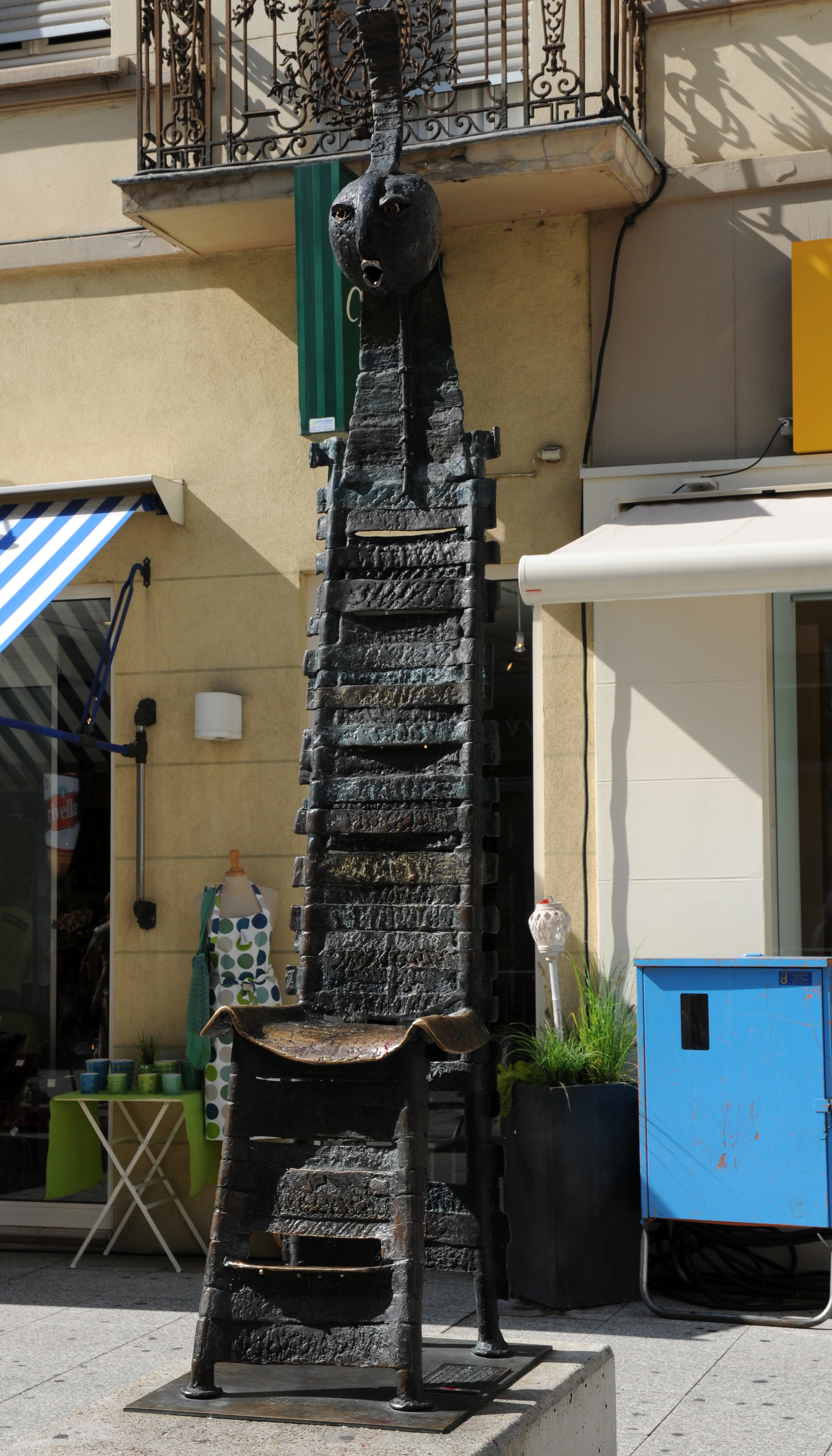
Hommage aux femmes vivant et travaillant à Esch (2006), Esch

- Gemeinsame Normdatei: 1053740093
- Virtual International Authority File: 309639887
- WorldCat: E39PBJf4dfGwJbQyhWCgmKHwG3